# Edouard Fesinger
Edouard Feisinger va ser un tirador belga que va competir a començaments del segle xx.
El 1920 va prendre part en els Jocs Olímpics d'Anvers, on disputà la competició de fossa olímpica per equips del programa de tir. En ella guanyà la medalla de plata.